# 张永 (明朝宦官)
張永（1465年—1529年），保定人。明武宗時的司礼监太监。

## 生平
成化元年，出生。成化十一年，选入内廷。八虎之一，與劉瑾有怨懟，劉瑾打算將之黜發南京，於是兩人在皇帝面前對質。張永動手痛毆劉瑾，武宗令谷大用等置酒勸和。安化王朱寘鐇反叛，明武宗派楊一清總督寧夏、延綏，由張永任楊一清監軍。不久朱寘鐇被楊一清俘獲，張永趁獻俘時向武宗告發劉瑾罪狀，明武宗命令張永帶領禁軍捉拿劉瑾。最後劉瑾被殺。
正德十四年（1519年），寧王朱宸濠謀反，明武宗親征，命張永率邊兵兩千人為前鋒。王守仁將朱宸濠俘虜，交付張永。江彬欲誣王守仁謀反，被張永救解得免。明世宗即位後，八虎受到打擊，御史萧淮彈劾谷大用、丘聚等人蛊惑先帝，並牽連張永。世宗下诏命张永闲住。萧淮又弹劾张永在江西有违法事，贬为奉御，前往孝陵主持香光。嘉靖五年，召还京师。嘉靖六年，为御用监掌印太监。嘉靖八年（1529年），大学士杨一清等說張永實有功，遂起用掌管御用监，提督团营。不久死去。

## 亲属
- 張富（兄）
- 張容（弟）

| 前任： 劉瑾 | 司礼监掌印太监 1510年—1512年 | 繼任： 蕭敬 (明朝宦官) |

## 延伸阅读
[在维基数据编辑]
 《國朝獻徵錄·卷之一百十七》，出自焦竑《國朝獻徵錄》
 《明史卷三百〇四》，出自《明史》